# Laurel (Maryland)
Pour les articles homonymes, voir Laurel.
Laurel est une ville américaine incorporée de l’État du Maryland située entre Baltimore et Washington, DC. Bien que la partie incorporée se trouve dans le comté du Prince George, des portions de trois autres comtés — Anne Arundel, Howard et Montgomery — sont considérées comme faisant partie de Laurel. Sa population s’élevait à 25 115 habitants lors du recensement de 2010, estimée à 25 723 habitants en 2018.

## Histoire
La ville date de 1870, elle était alors nommée Laurel Factory en raison de la présence d’usines le long de la rivière Patuxent. Son nom fut abrégé en Laurel en 1875.
Le 15 mai 1972, le gouverneur de l’Alabama George Wallace, alors en campagne pour être nommé par le Parti démocrate pour les élections présidentielles, y fut victime d’un attentat perpétré par Arthur Herman Bremer qui le laissa paralysé.

### Actualité
Le nom de la ville a été cité lors de l’enquête sur les attentats du 11 septembre 2001. En effet, les kamikazes ayant détourné le vol 77 American Airlines ont séjourné à Laurel et utilisé des cybercafés locaux pour contacter les autres groupes djihadistes chargés de détourner les autres vols.

## Personnalités
Andrew Maynard (1964-), champion olympique de boxe.

## Source
- (en) Cet article est partiellement ou en totalité issu de l’article de Wikipédia en anglais intitulé « Laurel, Maryland » (voir la liste des auteurs).

1. ↑  Sellin, Erik (2016). The Preparation for Flight 77. Classic CD Books.  (ISBN 9781935513049).